# Randsfjorden
Randsfjorden je s rozlohou 138 km² čtvrté největší norské jezero. Jeho objem je odhadován k 7 km³, a největší hloubka je 120 metrů. Hladina jezera je ve 135 metrech nad mořem. Jezero leží v kraji Innlandet a na hranicích obcí Gran, Jevnaker, Nordre Land, a Søndre Land v krajinách Land a Hadeland.